# Love (Love)
Love è il primo ed eponimo album discografico del gruppo musicale rock statunitense Love, pubblicato nel 1966.

## Tracce
Tutte le tracce sono di Arthur Lee tranne dove indicato.
Side 1
1. My Little Red Book (Burt Bacharach, Hal David) – 2:38
2. Can't Explain (Lee, John Echols, John Fleckenstein) – 2:41
3. A Message to Pretty – 3:13
4. My Flash on You – 2:09
5. Softly to Me (Bryan MacLean) – 2:57
6. No Matter What You Do – 2:46
7. Emotions (Lee, John Echols) – 2:01

Side 2
1. You I'll Be Following – 2:26
2. Gazing – 2:42
3. Hey Joe (Billy Roberts) – 2:42
4. Signed D.C. – 2:47
5. Colored Balls Falling – 1:55
6. Mushroom Clouds (Lee, John Echols, Ken Forssi, Bryan MacLean) – 2:25
7. And More (Lee, Bryan MacLean) – 2:57

## Formazione
- Arthur Lee - voce, percussioni, armonica, batteria
- Johnny Echols - chitarra
- Bryan MacLean - chitarra, cori, voce
- Ken Forssi - basso
- Alban "Snoopy" Pfisterer - batteria